# یاروسلاو آموسوف
یاروسلاو آموسوف (انگلیسی: Yaroslav Amosov؛ زادهٔ ۹ سپتامبر ۱۹۹۳) ورزشکار هنرهای رزمی ترکیبی اهل اوکراین است. وی از سال ۲۰۱۲ میلادی تاکنون مشغول فعالیت بوده‌است.